# Дело Павличенко
Дело об убийстве судьи Зубкова (также «дело Павличенко») — дело об убийстве 42-летнего судьи Шевченковского районного суда города Киева Сергея Зубкова. Судью убили в подъезде собственного дома 21 марта 2011 года. Задержали подозреваемых Дмитрия Павличенко и его старшего сына Сергея, одного из подозреваемых в совершении преступления задержали 24 марта, другого — 26 марта того же года. Павличенко дали пожизненное заключение, а сыну 13 лет. 24 февраля 2014 года Верховная Рада Украины освободила семью Павличенко.

## Убийство
Сергей Зубков был убит 21 марта 2011 года. Двое неизвестных напали на судью в лифте. Один из них был вооружен холодным оружием, а второй – пистолетом. На теле жертвы были обнаружены многочисленные колото-резаные раны, а также следы четырех выстрелов в грудь. Убийцам удалось скрыться, хотя их видели несколько человек, включая консьержку, лифтеров и соседку. Несмотря на это, преступникам удалось избежать задержания.
22 ноября Центр общественных связей МВД сообщил, что в деле об убийстве Сергея Зубкова рассматривалось несколько версий. Среди них были: профессиональная деятельность судьи, личные неприязненные отношения, долговые отношения и корыстный мотив. В том же сообщении центра было сказано, что на причастность к преступлению проверяется киевлянин, который разместил в интернете гневное письмо в адрес судьи, якобы незаконно выселившего его из квартиры. Вскоре были задержаны подозреваемые в убийстве – Дмитрий Павличенко и его сын Сергей.

## Судья
Судья Сергей Зубков более десяти лет работал в Шевченковском районном суде Киева. Он имел отношение ко многим резонансным делам, связанным с незаконными застройками и землеотводами в центре Киева. В том числе, он принимал решения о запрете строительства на территории Октябрьской больницы и на улице Гончара, рядом с Софийским собором. По одному из решений, которое вынес судья, был демонтирован балкон и веранда в квартире Павличенко, расположенной в доме на улице Богдана Хмельницкого. В декабре 2010 года судья Зубков вынес решение о сносе пристройки, которое было выполнено в отсутствие семьи, проживавшей в квартире. Они ничего не знали о решении суда. Перед Новым годом государственные исполнители снесли стены и забрали все вещи, которые находились в квартире. Впоследствии, вещи были украдены сотрудниками милиции, а семья была выселена из квартиры, которая была передана частной фирме.

## Свидетели
Свидетель по делу об убийстве судьи Сергея Зубкова, лифтёр Алексей Наумец, выразил сомнение в причастности подсудимых к преступлению. Он рассказал, что возможно видел отца одного из обвиняемых, Дмитрия Павличенко, но не уверен на 100 %, что это был именно он. Ранее свидетель был уверен на 80 %, а сейчас на 50 %. Во время опознания убийцы по фотографии свидетель почувствовал давление со стороны следствия, которое заставляло его подписать документ о том, что это был Павличенко-старший. Однако, несмотря на это, Наумец остаётся единственным, кто видел настоящего убийцу. Он подчеркнул, что боится за свою жизнь, так как все знают, что только он один видел настоящего преступника. Свидетель выразил опасения, что те, кто стоят за убийством, могут попытаться отомстить ему. Он отметил, что не уверен, что это те же люди, которые стояли за убийством, но все знают, что только он один видел настоящего убийцу..
В деле также было необычно то, что все пять свидетелей, включая консьержку и соседку Зубкова, не смогли опознать Павличенко. Напротив, они подробно описывали совершенно другого человека среднего роста со светлыми волосами и лицом, покрытым оспинами. Однако судьи решили, что, в отличие от сомнительных «предметов, похожих на пули» и неизвестно откуда взявшихся следов крови, показания свидетелей не заслуживают доверия, так как они могли забыть подробности, ведь прошло уже много времени…
Главный свидетель, лифтер Алексей Наумец, который участвовал в борьбе с убийцей, также не был уверен, что видел именно Павличенко. Долгое время его не могли привести в суд и даже объявляли в розыск. Когда же его привели, выяснилось, что опознание убийцы, которое он провел во время следствия, было сделано под давлением следователя Геннадия Рыбки, о чем он открыто заявил на суде.

## Доказательства
По результатам осмотра места происшествия и экспертизы на месте убийства, были обнаружены генетические следы Павличенко. Пули, которыми был убит Зубков, совпали с найденными в автомобиле подозреваемых. Кроме того, С. Д. Павличенко дал признательные показания, подробно описав подготовку и совершение убийства.
Адвокат обвиняемых, Татьяна Шевченко, предоставила суду распечатки телефонных разговоров Дмитрия Павличенко в день убийства, которые свидетельствуют, что во время убийства он был дома и разговаривал по телефону.
Следствие не стало долго искать виновных, несмотря на то, что Сергей Зубков имел много врагов. Это подтверждается его резонансными решениями о запрете строительства на территории Октябрьской больницы или на улице Гончара, возле Софии Киевской. Павличенко были задержаны из-за отсутствия у них стопроцентного алиби и влияния, а также из-за подозрения в мести скандальному судье.
Далее началось следствие, которое длилось почти полтора года. Факты, выявленные в ходе расследования, довольно противоречивы. Отпечатки пальцев на инвалидной коляске, найденной рядом с местом убийства, свидетельствуют в пользу вины Павличенко. Отпечатки пальцев, взятые на месте преступления и в автомобиле Павличенко, принадлежат убитому и Дмитрию. Также была найдена одежда Павличенко-младшего со следами его крови в подъезде.
Однако остается не выясненным, почему она оказалась там и во что и когда переоделся Сергей, если оставил свои брюки на месте убийства. Консьерж абсолютно точно помнит, что никто из выбежавших из подъезда предполагаемых убийц не был голым. Еще один момент, который не в пользу Павличенко – в его машине были найдены "предметы, похожие на пули, которыми убили судью".
Тем не менее, в расследовании есть много ошибок и мелких неточностей. Например, изъятие потенциальных улик из машины подозреваемых происходило без понятых. Поэтому, с точки зрения принципов уголовного процесса, нельзя утверждать, что были найдены какие-то улики и принимать их в качестве доказательств.
Еще один "маленький момент" – эксперт, который должен был осматривать место происшествия, заявил, что не делал этого, а просто подписал протокол. Кроме того, главную улику – орудие убийства – так и не нашли. Масса нарушений процессуальных норм, согласно которым должны добываться доказательства. Позже судьи обратят на это внимание прокуратуры, но все равно примут улики и, главное, вынесут приговор на их основании.
Адвокат обвиняемых, Татьяна Шевченко, предоставила суду распечатки разговоров Дмитрия Павличенко в день убийства, из которых свидетельствует, что именно во время убийства он находился дома, разговаривая по телефону.
Следствие не стало долго искать виновных, несмотря на тот факт, что врагов Сергей Зубков нажил себе довольно много, свидетельством чего могут служить его резонансные решения о запрете строительства на территории Октябрьской больницы или на улице Гончара, возле Софии Киевской. Павличенко задержали ввиду отсутствия у них стопроцентного алиби, влияния и связей, а главное — подозревая их в мести скандальному судье.
Далее началось следствие, длившееся почти полтора года. Факты, выяснившиеся в ходе расследования дела, довольно противоречивы. В пользу вины Павличенко свидетельствуют отпечатки пальцев на инвалидной коляске, найденной рядом с местом убийства. Отпечатки пальцев, взятые на месте преступления и в автомобиле Павличенко, принадлежат убитому и Дмитрию. Якобы в подъезде найдена и одежда Павличенко-младшего со следами его крови.
При этом остается не выясненным, почему она там оказалась и во что и когда переоделся Сергей, если оставил свои брюки на месте убийства. Свидетель-консьерж абсолютно точно помнит, что ни один из выбежавших из подъезда предполагаемых убийц голым не был. Ещё один момент не в пользу Павличенко – в его машине нашли «предметы, похожие на пули, которыми убили судью».
Тем не менее, в следствии есть очень много больших проколов и маленьких «блох». Пример этого, — изъятие потенциальных улик из машины подозреваемых происходило без понятых. Таким образом, с точки зрения принципов уголовного процесса, утверждать, что были найдены какие-то улики, нельзя, как и принимать их в качестве доказательств.
Ещё один «маленький момент» — эксперт, который должен был осматривать место происшествия, заявил, что не делал этого, а просто подписал протокол. Кроме остального, главную улику-орудие убийства — так и не нашли. Нарушений процессуальных норм, согласно которым должны добываться доказательства, масса. Позже, судьи обратят на это внимание прокуратуры, но всё равно примут улики и, главное, вынесут приговор на их основании.

## Ход дела
Как сообщалось 4 декабря 2012 года, апелляционный суд Киева перенес рассмотрение жалобы Дмитрия и Сергея Павличенко на 15 декабря. Напоминаем, что тогда под зданием апелляционного суда собралось около 300 сторонников Павличенко, а также на площади перед зданием суда прошел концерт в поддержку Дмитрия и Сергея.
15 декабря 2012 года, во время заседания по апелляции подсудимых на приговор суда, рассмотрение дела опять было перенесено. Следующее заседание было назначено на 11:00 6 января 2013 года.
Кроме того, в качестве свидетеля был допрошен следователь по делу Павличенко Геннадий Рыбка, якобы для обеспечения объективности процесса.
15 декабря 2012 года, во время заседания по поводу апелляции подсудимых на приговор суда, рассмотрение дела было опять перенесено. Следующее заседание было назначено на 11:00 6 января 2013 года.
Кроме того, суд допросил в качестве свидетеля следователя по делу Павличенко Геннадия Рыбку якобы для объективности процесса.
«Следователь дал показания в суде об обстоятельствах проведения следственных действий с участием Сергея Павличенко. Это нормальная судебная практика и все это делается для обеспечения объективности судебного разбирательства», — заявила гособвинитель Наталия Сема. Она подытожила, что следователь в очередной раз подтвердил вину подсудимых.

## Суд и приговор

### Решение суда
2 октября 2012 года Голосеевский районный суд признал Павличенко виновным и приговорил его отца к пожизненному заключению, а сына – к 13 годам лишения свободы. По аналогичной статье, бывший депутат Рады Виктор Лозинский был осужден на 15 лет, но позже срок был сокращен до 14 лет.

## Протесты
Друзья Павличенко и неравнодушные активисты привлекали внимание общественности к этому делу ещё в 2011 году, когда проходил судебный процесс, но наибольших масштабов движение приобрело после объявления обвинительного приговора 2 октября 2012. Тогда футбольные фаны по всей Украине (младший Павличенко болеет за киевское «Динамо») объявили протест против милицейского произвола и несправедливого суда. Баннеры в поддержку семьи Павличенко с лозунгами «Свободу Павличенко! Свободу честным!» появились на стадионах многих городов (Киев, Запорожье, Армянск, Днепропетровск, Донецк, Кировоград, Полтава, Краматорск, Кривой Рог, Луганск, Луцк, Львов, Мариуполь, Николаев, Москва, Одесса, Симферополь, Сумы, Ужгород, Харьков, Хмельницкий, Черновцы, Чернигов и другие), в некоторых городах милиция пыталась снять и убрать эти баннеры и плакаты. В Хмельницком милиция запретила проносить баннер на стадион, поэтому болельщики вывесили его на многоэтажном доме возле стадиона. Павличенко также поддержали некоторые футболисты «Динамо» (Киев), в частности полузащитник Тарас Михалик.
Представители праворадикального движения «C14»и болельщики «Динамо» Киев выступили под единым баннером «Волю Павличенко» во время марша в Киеве 14 октября 2012 года в честь 70-летия создания УПА.
1 декабря 2012 года в Киеве в годовщину Референдума о Независимости около 3 500 человек вышли на митинг в поддержку семьи Павличенко. По мнению митингующих, подсудимым выдвинуты ложные обвинения, а решение суда неправомерно. После акции Голосеевский райсуд выступил с сообщением в котором привёл доказательства вины.
13 декабря 2012 года в Харькове состоялся двухчасовой марш и пикетирование областного управления МВД активистами общественных движений Украинский Национальный Союз, Альянс Патриотических Сил, «Ярило» и футбольными фанатами. Всего в акции приняли участие более тысячи человек. Акция закончилась массовой дракой участников с сотрудниками милиции, 22 человека было задержано и получили наказания в виде административного ареста от 5 до 15 суток. 5 пострадавших от действий сотрудников милиции обратились за помощью в больницу. Олег Голтвянский, организовавший марш, скрылся с места событий, впоследствии он был объявлен в розыск. По словам активистов, милиционеры спровоцировали конфликт, начав по одному задерживать участников акции после её окончания, а далее с применением спецсредств разогнали оставшихся участников и журналистов. По словам милиции же, задержания начали происходить с целью предотвращения массовых беспорядков — участники акции кидали в сотрудников милиции снежки, горящий фальшфайер, выкрикивали лозунги с использованием нецензурной брани в отношении сотрудников милиции и Президента Украины. С жалобой на действия сотрудников милиции обратился харьковский общественный деятель и бывший кандидат в Народные депутаты Украины Евгений Каплин, который утверждает, что закон не нарушал во время акции, однако милиционеры незаконно нанесли ему телесные повреждения и разбили камеру, на которую он снимал избиение участников. 3 января 2013 года прокуратура Киевского района г. Харьков возбудила по данному заявлению уголовное производство против сотрудников милиции за превышение власти и служебных полномочий, сопряжённое с применением физической силы и спецсредств (ч.2. ст.365 УК Украины), начала досудебное следствие. Если вина должностных лиц МВД будет доказана, им грозит отстранение с занимаемой должности и лишение свободы на срок до 8 лет.
1 февраля 2012 года Павличенко впервые дал интервью из тюрьмы и в частности отметил: 

…генерал Алексей Крикун (тогдашний начальник столичной милиции) шутил, что я — ловкий, так хорошо убил Зубкова, что мне нужно выдать награду за смерть «негодяя». Я говорю, что судья ничего плохого мне не сделал. После этого Крикун предложил соглашение: «Мы знаем, что ты не убивал, но у тебя не хватит ресурсов это доказать. Поэтому бери на себя, а мы сделаем так, что получишь 10 лет и через пять выйдешь. Если не возьмешь, посадим пожизненно и тебя, и жену, и старшего сына. Младшего в детдом отдадим».

## Освобождение
24 февраля 2014 года Верховная Рада Украины освободила Дмитрия и Сергея Павличенко, объявив их политзаключёнными.
В тот же день, после 21:00, появились сообщения, что Дмитрий и Сергей Павличенко вышли на свободу.
В дальнейшем Сергей Павличенко во время российско-украинской войны служил в 78 десантно-штурмовом полку ВСУ «Герц» ДШВ ВСУ. 18 ноября 2023 года Сергей погиб на фронте возле села Вербовое Запорожской области. 29 ноября 2023 года похоронен в Киеве на Лукьяновском военном кладбище.